# Robert Rogers (Politiker)

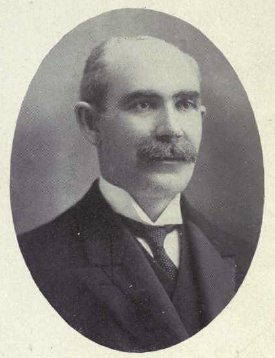
Robert Rogers (1902)

Robert Rogers PC (* 2. März 1865 in Lakefield; † 21. Juli 1936) war ein kanadischer Unternehmer, Kaufmann und Politiker der Konservativen Partei Kanadas.

## Leben
Rogers, der von Beruf Unternehmer und Kaufmann war, kandidierte erfolglos im Juni 1896 für die Konservative Partei im Wahlkreis Lisgar erstmals für einen Sitz im Unterhaus.
Im Oktober 1911 erfolgte seine Ernennung durch Premierminister Robert Borden zum Innenminister und Generalsuperintendent für Indianer-Angelegenheiten im 9. Bundeskabinett. Kurz darauf wurde er bei einer Nachwahl (By-election) im Wahlkreis Winnipeg auch zum Mitglied in das Unterhaus gewählt und gehörte diesem bis Oktober 1917 an. Zugleich wurde er im März 1912 auch Bergbauminister. Nach einer Kabinettsumbildung wurde er dann im Oktober 1912 Minister für öffentliche Arbeiten und behielt dieses Amt bis zu seinem Rücktritt am 22. August 1917. Grund für seinen Rücktritt war seine Ablehnung zum Wunsch Bordens eine Koalition mit der Liberalen Partei.
Seine ablehnende Haltung zur Koalition führte dazu, dass er bei der Unterhauswahl am 17. Dezember 1917 nicht für eine Kandidatur aufgestellt wurde. Bei der Unterhauswahl am 6. Dezember 1921 bewarb er sich abermals im Wahlkreis Lisgar für ein Mandat, erlitt jedoch eine Niederlage, und wurde erst bei der Wahl vom 29. Oktober 1925 für den Wahlkreis Winnipeg South wieder ins Unterhaus gewählt. Dieses Mandat verlor er jedoch bereits nach weniger als einem Jahr durch seine Niederlage bei der vorgezogenen Unterhauswahl vom 14. September 1926.
Im Oktober 1927 bewarb er sich als Nachfolger von Hugh Guthrie um das Amt des Vorsitzenden der Konservativen Partei, scheiterte jedoch gegen Richard Bedford Bennett. Bei der Wahl vom 28. Juli 1928 wurde er schließlich im Wahlkreis Winnipeg South wieder zum Mitglied in das Unterhaus gewählt, dem er nunmehr bis zum August 1935 angehörte.